# Iraota timoleon
Iraota timoleon är en fjärilsart som beskrevs av Stoll 1790. Iraota timoleon ingår i släktet Iraota och familjen juvelvingar. Inga underarter finns listade i Catalogue of Life.

## Bildgalleri

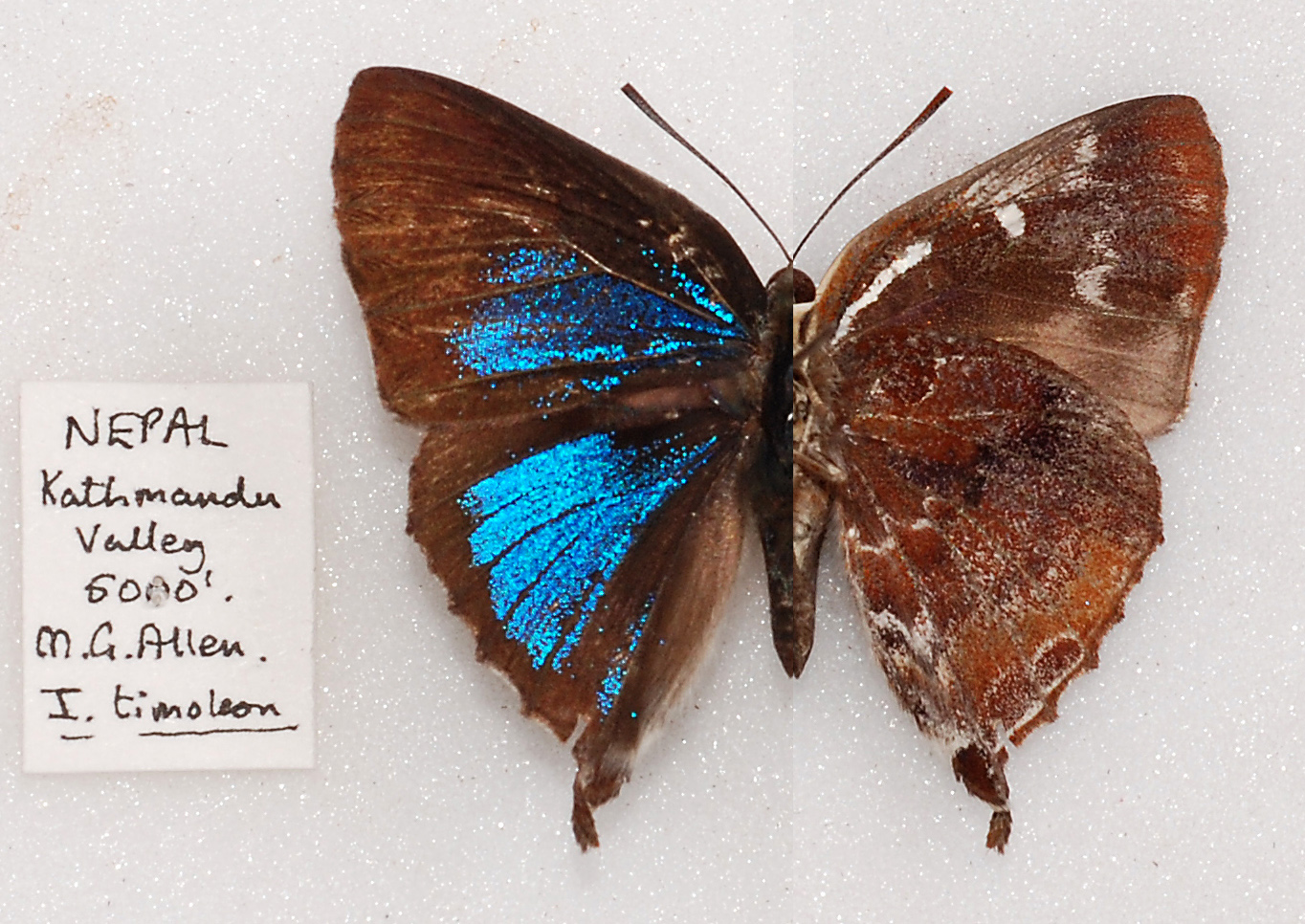